# 尤德爾 (堪薩斯州)
尤德爾（英語：Udall）是一個位於美國堪薩斯州考利縣的城市。

## 地方資料
根據2020年美國人口普查的數據，尤德爾的面積為1.41平方千米，當中陸地面積為1.41平方千米，而水域面積為0.00平方千米。當地共有人口661人，而人口密度為每平方千米468.79人。